# Southside (album)
Pour les articles homonymes, voir South Side.
Albums de Texas
Mothers Heaven
(1991)
Singles
1. I Don't Want a Lover
Sortie : janvier 1989
2. Thrill Has Gone
Sortie : avril 1989
3. Everyday Now
Sortie : août 1989
4. Prayer for You
Sortie : novembre 1989

Southside est le premier album studio du groupe de rock écossais Texas, sorti le 13 mars 1989 en disque vinyle et le 20 mars 1989 en disque compact chez Mercury.
En France, l'album est certifié disque d'or et double disque d'or l'année de sa sortie et disque de platine en 1990.

## Titres
| 1.    | I Don't Want a Lover                | 5:01 |
| 2.    | Tell Me Why                         | 3:59 |
| 3.    | Everyday Now                        | 4:33 |
| 4.    | Southside                           | 2:00 |
| 5.    | Prayer for You                      | 4:50 |
| 6.    | Faith (uniquement sur l'édition CD) | 4:19 |
| 7.    | Thrill Has Gone                     | 4:24 |
| 8.    | Fight the Feeling                   | 3:37 |
| 9.    | Fool for Love                       | 3:54 |
| 10.   | One Choice                          | 4:02 |
| 11.   | Future Is Promises                  | 4:14 |
| 44:53 |                                     |      |

## Classements et certifications
| Classement (1989-1990)        | Meilleure place |
| ----------------------------- | --------------- |
| Allemagne (Media Control AG)  | 22              |
| Australie (ARIA)              | 14              |
| États-Unis (Billboard 200)    | 88              |
| France (SNEP)                 | 3               |
| Nouvelle-Zélande (RIANZ)      | 12              |
| Pays-Bas (Mega Album Top 100) | 25              |
| Royaume-Uni (UK Albums Chart) | 3               |
| Suède (Sverigetopplistan)     | 14              |
| Suisse (Schweizer Hitparade)  | 1               |

| Classement (2008) | Meilleure place |
| ----------------- | --------------- |
| France (SNEP)     | 181             |

| Classement (1989) | Meilleure place |
| ----------------- | --------------- |
| France (SNEP)     | 10              |
| Australie (ARIA)  | 50              |

| Pays              | Certification | Date         | Ventes  |
| ----------------- | ------------- | ------------ | ------- |
| France (SNEP)     | Platine       | 1990         | 548 500 |
| Pays-Bas (NVPI)   | Or            | 1989         | 50 000  |
| Royaume-Uni (BPI) | Or            | 23 mars 1989 | 100 000 |
| Suisse (IFPI)     | Platine       | 1989         | 50 000  |